# Pan Feihong
Pan Feihong (em chinês:  潘 飞鸿; Rui'an, 17 de julho de 1989) é uma remadora chinesa, medalhista olímpica.

## Carreira
Pan competiu nos Jogos Olímpicos de 2016, no Rio de Janeiro, na prova do skiff duplo leve, onde conquistou a medalha de bronze ao lado de Huang Wenyi.